# 191 Kolga
A 191 Kolga a Naprendszer kisbolygóövében található aszteroida. Christian Heinrich Friedrich Peters fedezte fel 1878. szeptember 30-án.